# Sylvi Saimo
Sylvi Saimo (n. 12 noiembrie 1914, Ruskeala⁠(d), Vyborg Governorate⁠(d), Imperiul Rus – d. 12 martie 2004, Laukaa, Länsi-Suomen lääni, Finlanda) a fost o politiciană finlandeză, medaliată olimpică. A participat la 2 ediții ale Jocurilor Olimpice (1948, 1952) în care a câștigat o medalie de aur.